# Adelaide di Gheldria
Adelaide di Gheldria (1186 circa – 12 febbraio 1218) è stata una nobile tedesca, contessa consorte di Guglielmo I d'Olanda.

## Biografia
Adelaide era la figlia del  conte di Gheldria, Ottone I, e di sua moglie Riccarda di Baviera (1173-1231), che, come risulta dalla Genealogia Ottonis II Ducis Bavariæ et Agnetis Ducissæ era la moglie di Ottone I di Gheldria (Otto comes de Gelre) ed era la quarta figlia femmina del duca di Baviera, Ottone I; e di Agnese di Loon . Conosciuta anche come Adelaide di Bellich o Alice di Guelders.
Nel 1197 a Stavoren sposò il conte Guglielmo I d'Olanda  .
Guglielmo, come confermano gli Annales Egmundani, era stato compagno d'arme del suocero in Terra santa.
Adelaide e Guglielmo, ebbero cinque figli:
- Fiorenzo[8] (24 giugno 1210 - 19 luglio 1234), fu conte d'Olanda[9].
- Ottone III d'Olanda[8] ( †  3 aprile 1249), fu il trentaseiesimo vescovo di Utrecht, dal 1233, come  testimonia il Kronijk van Arent toe Bocop[10], alla sua morte, riportata dal capitolo nº 70i della Chronologia Johannes de Beke (mccxlix....ii nonas aprilis)[11]. Fu anche reggente della contea d'Olanda, nel biennio 1238 e 1239[6]
- Guglielmo d'Olanda[8] ( † 30 agosto 1238), reggente della contea d'Olanda dal 1234 alla sua morte, nel documento nº 566 dell'Oorkondenboek Holland, datato 1235, Guglielmo viene definito tutore dell'Olanda (Wilhelmus tutor Hollandiæ)[12]. Morì, mentre partecipava ad un torneo, come confermano gli Annales Stadenses[13]
- Riccarda[8] ( † 3 gennaio 1262), che, viene citato in due documenti dell'Oorkondenboek Holland, inerenti a due donazioni: la prima, fatta dal fratello, Fiorenzo IV, riferita al documento nº 523, datato 1231, in cui Riccarda figura come testimone[14]; la seconda, riferita al documento nº 870 è inerente ad una donazione fatta dalla stessa Riccarda, in suffragio delle anime dei genitori, è datata 1250[15]; la morte di Riccarda (anno ed il giorno della morte) viene riportata dalla Beka's Egmondsch Necrologium, in Oppermann, O. (1933) Fontes Egmundenses a pagina 110 (non consultata)[6]
- Ada[8] ( † 15 giugno 1258), che divenne badessa a Rijnsburg[8].

Mentre Guglielmo partecipava alla Quinta Crociata, la moglie, Adelaide, nel 1218, morì, come conferma il capitolo nº 65b della Chronologia Johannes de Beke, che riporta che la contessa (comitissa venerabilis) morì, nel 1218 (mccxviii) il 4 febbraio (ii ydus februarii) e fu sepolta nell'abbazia di Rijnsburg,

## Ascendenza
|                      |                          |                                  | Genitori                                        |  |  | Nonni |  |  | Bisnonni               |  |  | Trisnonni             |  |
|                      |                          |                                  |                                                 |  |  |       |  |  | Gerardo II di Gheldria |  |  | Gerardo I di Gheldria |  |
|                      |                          |                                  |                                                 |  |  |       |  |  | Gerardo II di Gheldria |  |  | Gerardo I di Gheldria |  |
|                      |                          | Clemenza d'Aquitania             |                                                 |  |  |       |  |  | Gerardo II di Gheldria |  |  |                       |  |
| Enrico I di Gheldria |                          |                                  |                                                 |  |  |       |  |  | Gerardo II di Gheldria |  |  |                       |  |
|                      |                          | Ermengarda di Zutphen            | Ottone II di Zutphen                            |  |  |       |  |  |                        |  |  |                       |  |
|                      |                          | Ermengarda di Zutphen            | Ottone II di Zutphen                            |  |  |       |  |  |                        |  |  |                       |  |
|                      |                          | Ermengarda di Zutphen            | Giuditta d'Arnstein                             |  |  |       |  |  |                        |  |  |                       |  |
| Ottone I di Gheldria |                          | Ermengarda di Zutphen            |                                                 |  |  |       |  |  |                        |  |  |                       |  |
|                      |                          | Luigi III d'Arnstein             |                                                 |  |  |       |  |  |                        |  |  |                       |  |
|                      |                          |                                  |                                                 |  |  |       |  |  |                        |  |  |                       |  |
|                      |                          |                                  |                                                 |  |  |       |  |  |                        |  |  |                       |  |
| Agnese d'Arnstein    |                          |                                  |                                                 |  |  |       |  |  |                        |  |  |                       |  |
|                      |                          |                                  | Folmar V di Metz                                |  |  |       |  |  |                        |  |  |                       |  |
|                      |                          |                                  |                                                 |  |  |       |  |  |                        |  |  |                       |  |
|                      |                          | Matilda di Dagsburg              |                                                 |  |  |       |  |  |                        |  |  |                       |  |
| Adelaide di Gheldria |                          |                                  |                                                 |  |  |       |  |  |                        |  |  |                       |  |
|                      | Ottone IV di Wittelsbach | Eccardo I di Scheyem             |                                                 |  |  |       |  |  |                        |  |  |                       |  |
|                      | Ottone IV di Wittelsbach | Eccardo I di Scheyem             |                                                 |  |  |       |  |  |                        |  |  |                       |  |
|                      | Ottone IV di Wittelsbach | Richgarda di Weimar-Istria       |                                                 |  |  |       |  |  |                        |  |  |                       |  |
| Ottone I di Baviera  | Ottone IV di Wittelsbach |                                  |                                                 |  |  |       |  |  |                        |  |  |                       |  |
|                      |                          | Heilika di Pettendorf-Lengenfeld | Federico III di Pettendorf-Lengenfeld-Hopfenohe |  |  |       |  |  |                        |  |  |                       |  |
|                      |                          | Heilika di Pettendorf-Lengenfeld | Federico III di Pettendorf-Lengenfeld-Hopfenohe |  |  |       |  |  |                        |  |  |                       |  |
|                      |                          | Heilika di Pettendorf-Lengenfeld |                                                 |  |  |       |  |  |                        |  |  |                       |  |
| Riccarda di Baviera  |                          | Heilika di Pettendorf-Lengenfeld |                                                 |  |  |       |  |  |                        |  |  |                       |  |
|                      |                          | Luigi I di Loon                  | Arnoldo II di Loon                              |  |  |       |  |  |                        |  |  |                       |  |
|                      |                          | Luigi I di Loon                  | Arnoldo II di Loon                              |  |  |       |  |  |                        |  |  |                       |  |
|                      |                          | Luigi I di Loon                  | Adeleide                                        |  |  |       |  |  |                        |  |  |                       |  |
| Agnese di Loon       |                          | Luigi I di Loon                  |                                                 |  |  |       |  |  |                        |  |  |                       |  |
|                      |                          | Agnese di Metz                   |                                                 |  |  |       |  |  |                        |  |  |                       |  |
|                      |                          |                                  |                                                 |  |  |       |  |  |                        |  |  |                       |  |
|                      |                          |                                  |                                                 |  |  |       |  |  |                        |  |  |                       |  |
|                      |                          |                                  |                                                 |  |  |       |  |  |                        |  |  |                       |  |